# Јозеф Скупа
Јозеф Скупа (чешки: Josef Skupa, Стракоњице, 16. јануар 1892 – Праг, 8. јануар 1957) био је чехословачки редитељ, глумац са лутком / глумац-луткар и сликар позоришта лутака.
Аутор је са Франком Венигом луткарског комада Кића у царству буба. Позоришним радом је почео да се бави 1916. године као сликар Градског позоришта у Плзену. Године 1917, наступио је као редитељ у плзенском луткарском Позоришту викенд колонија, а ту је касније радио и као глумац аниматор. Наступао је са лутком Кашпореком у разним сатиричним сценама. Створио је лутке: Спејбла и Хурвнинека. Наступајући са њима, стекао је велику популарност. Године 1930, основао је у Плзену Позориште Спејбла и Хурвинека (Позориште сатире и хумора). Године, 1945 у Прагу истоимено позориште које је водио до краја живота.
Био је једно време председник Међународне организације луткара - УНИМА.